# جون هال ارتشر
جون هال ارتشر هو مؤرخ وأمين مكتبة كندي، ولد في 11 يوليو 1914 في Broadview, Saskatchewan ‏ في كندا، وتوفي في 5 أبريل 2004.